# José Beyaert
José Beyaert (n. 1 octombrie 1925, Lens, Nord-Pas-de-Calais, Franța – d. 11 iunie 2005, La Rochelle, Poitou-Charentes, Franța) a fost un ciclist francez, medaliat olimpic. A participat la o ediție a Jocurilor Olimpice (1948) în care a câștigat o medalie de aur și o medalie de bronz.